# Cesare Attolini
Cesare Attolini is een Italiaans familiebedrijf te Napels dat handgemaakte maatpakken produceert. Het bedrijf is gevestigd in Casalnuovo di Napoli.

## Geschiedenis
In de jaren vijftig en zestig was Vincenzo Attolini een meesterkleermaker en hij had groot succes met zijn kleermakerszaak met klanten als Vittorio de Sica, Marcello Mastroianni en Totò. Cesare Attolini leerde het vak van zijn vader en in 1989 startte het familiebedrijf onder zijn naam met acht kleermakers en zes pakken per week. De pakken van Attolini sloegen aan en inmiddels is het bedrijf uitgebreid tot zo'n honderd kleermakers die 35 pakken per dag afleveren. In elk pak zit ongeveer 25 uur werk.

## Bedrijf
De huidige eigenaar is nog steeds Cesare Attolini. Zoon Giuseppe Attolini houdt zich bezig met de financiële kant van het bedrijf, terwijl zoon Massimo Attolini's specialiteit op het gebied van de collectie ligt.
Tachtig procent van de productie van het bedrijf is voor export naar onder andere de Verenigde Staten, Japan, Duitsland en Nederland, Verenigde Arabische Emiraten, Rusland, et cetera.

## Klantenkring
Bekende personen als Dustin Hoffman, Antonio Banderas en Al Pacino dragen de maatpakken van Cesare Attolini.
In het verleden droeg de koning van Italië ook kleding van Attolini.